# 황소 (당나라)

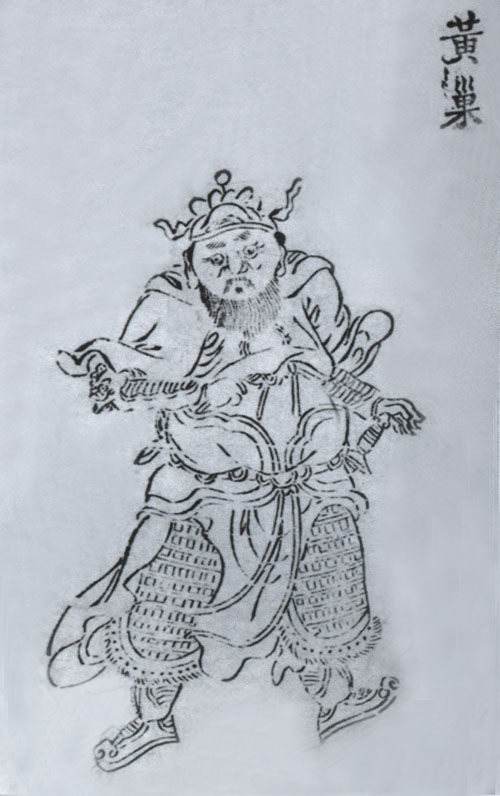

황소(黃巢, 820년, 산동성 하택시 차오현~884년)는 중국 당나라 말기의 농민 반란 주모자이다.
관리에 뜻을 두었으나 과거에 낙방하고 소금 장사를 하였다. 당시는 정치가 몹시 어지러워 농민은 과중한 세금에 시달리고 있었는데, 마침 큰 흉년이 들어 민심이 동요한 틈을 타 왕선지가 난을 일으키자 이에 호응하여 난을 일으켰다. 이에 수많은 농민이 이에 가담하여 산둥으로부터 광둥에 걸쳐 정부군을 격파하고 마침내 도읍인 장안을 점령하였다. 881년 황소는 희종을 내쫓고 스스로 황제의 자리에 올라 나라 이름을 대제(大齊)라 하였다. 그러나 당나라 병마사 이극용에게 패하여 죽었다.
10년간이나 계속된 황소의 난은 당나라가 망하는 원인이 되었다. 이 난 때 신라의 최치원이 당나라에 있으면서〈토황소격문〉을 지었다.

## 참고 자료
- 이 문서에는 다음커뮤니케이션(현 카카오)에서 GFDL 또는 CC-SA 라이선스로 배포한 글로벌 세계대백과사전의 내용을 기초로 작성된 글이 포함되어 있습니다.

| 전임 당 희종 | 제1대 대제(大濟)의 황제 881년 | 후임 대제 멸망 |